# بادج غاريت
بادج غاريت (بالإنجليزية: Budge Garrett)‏ هو لاعب كرة قدم أمريكية أمريكي، ولد في 17 أبريل 1893 في موسكوجي في الولايات المتحدة، وتوفي في 11 يونيو 1950 في Verona, New Jersey ‏ في الولايات المتحدة.